# Indústria na Suécia
As indústrias tradicionais suecas, baseadas na exploração florestal e na extração mineira, receberam a companhia de novas indústrias no séc. XX – medicamentos, telecomunicações e tecnologia da informação.
Um pequeno grupo de grandes empresas é responsável por uma parte significativa da produção, do emprego e da exportação.  

Na sua totalidade, a indústria sueca tem uma base alargada, onde indústrias tradicionais baseadas na riqueza florestal do país, na produção  química e no fabrico de aço, coexistem com indústrias eletrónicas e de meios de transporte. 
A indústria manufatureira tem uma dimensão à volta dos 20%, com destaque para aparelhagem eletrónica, produtos químicos e petrolíferos, medicamentos, meios de transporte, aço e metais, máquinas, papel e pasta de papel, e alimentos.

A Suécia tem uma grande exportação de produtos industriais, com relevo para veículos, máquinas e artigos da indústria florestal. A Europa é o maior comprador dos produtos industriais suecos, em especial a Alemanha, a Noruega, a Finlândia e a Dinamarca.